# Nazeer Allie
Nazeer Allie, né le 23 mai 1985 au Cap, est un footballeur international sud-africain. Il évolue au poste de défenseur central à Maritzburg United.

## Palmarès
- Championnat d'Afrique du Sud : 2017